# Libellago manganitu
Libellago manganitu är en trollsländeart som beskrevs av Van Tol 2007. Libellago manganitu ingår i släktet Libellago och familjen Chlorocyphidae. Inga underarter finns listade i Catalogue of Life.